# José Néstor Pékerman
José Néstor Pékerman Krimen (Villa Domínguez, Entre Ríos, Argentina; 3 de setembre de 1949) és un ex-futbolista i director tècnic de futbol argentí d'ascendència ucraïnesa, de nacionalitat colombiana. Actualment treballa com a tècnic de futbol de la selecció de futbol de Colòmbia. Va dirigir a la seleccions juvenils de l'Argentina guanyant 3 Mundials de la categoria Sub-20, arribant després a la Selecció de futbol de l'Argentina entre el període 2004-2006 dirigint el mundial d'Alemanya 2006, en el lapse comprès entre el 2007-2008 va dirigir al Deportivo Toluca a Mèxic i als Tigres de la UANL el 2009.
Nascut en el si d'una família jueva, amb només tres mesos d'edat es va instal·lar al costat dels seus pares en Puerto Ibicuy (Entre Ríos), lloc on es va criar i va viure la seua infantesa, per a així traslladar-se a Buenos Aires als 12 anys.